# Poustevník

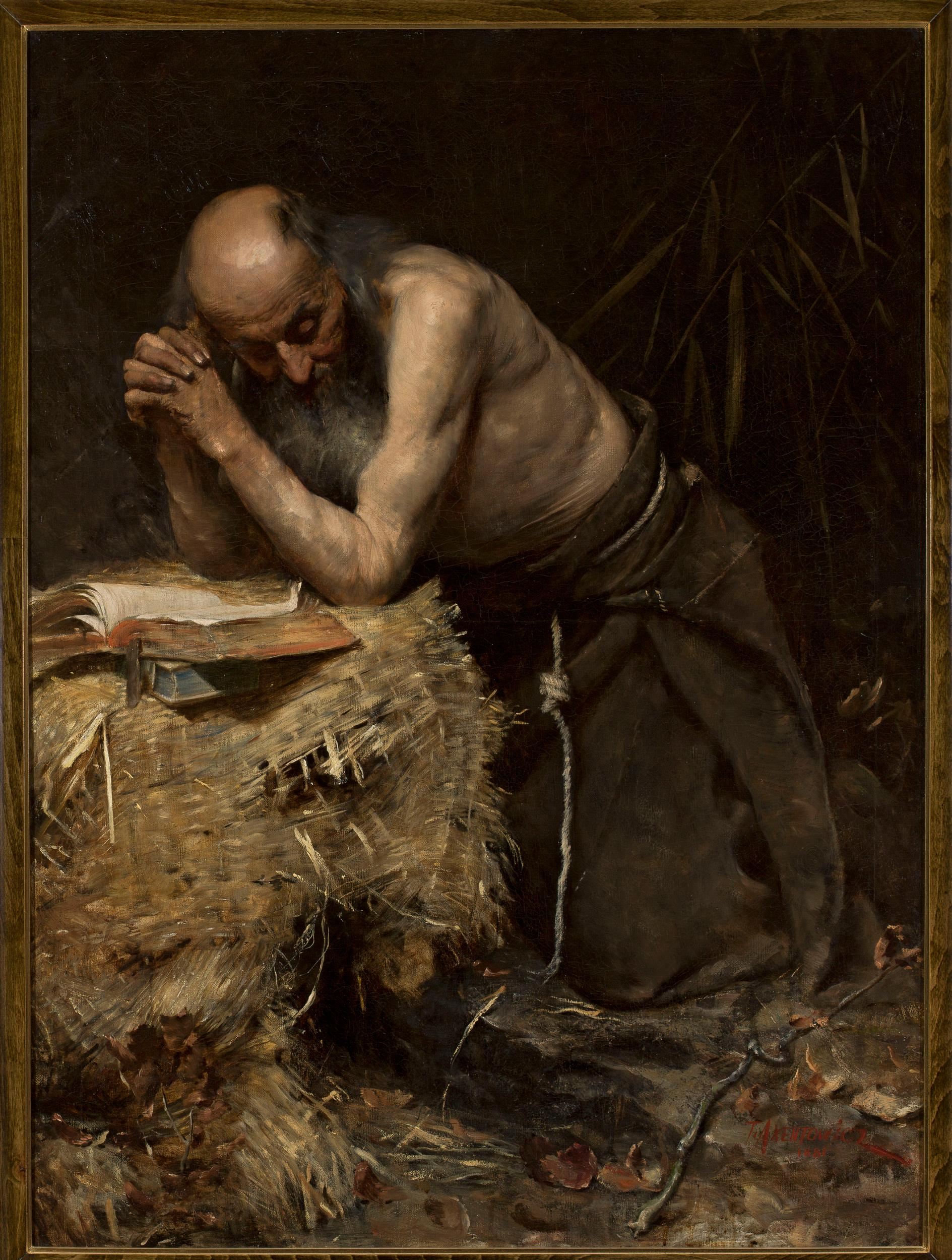
Poustevník, obraz Teodora Asentowicze z roku 1881

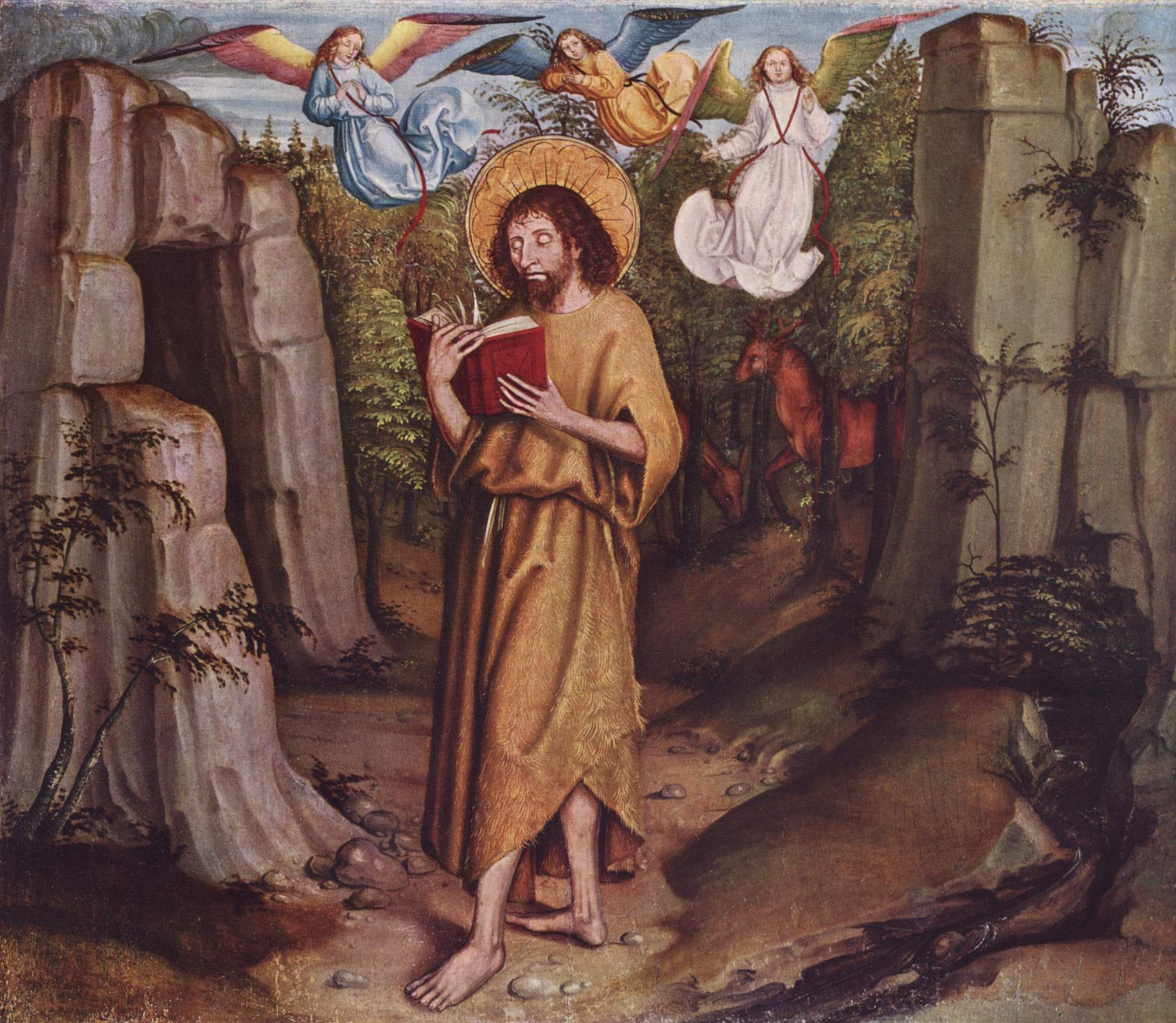
Svatý Jan Křtitel na poušti, Bernský mistr, cca 1495

Poustevník (také anachórét či anachóréta, z řeckého anachórein: ustoupit, vzdálit se, od toho anachorese – poustevnictví, nebo eremita z řec. eremos: poušť) je mnich žijící na odlehlém a opuštěném místě, v poustevně, za účelem duchovního očištění, kontemplace a modliteb. Poustevnickou tradici mají různá náboženství: hinduismus, judaismus, křesťanství i islám.

## Historie

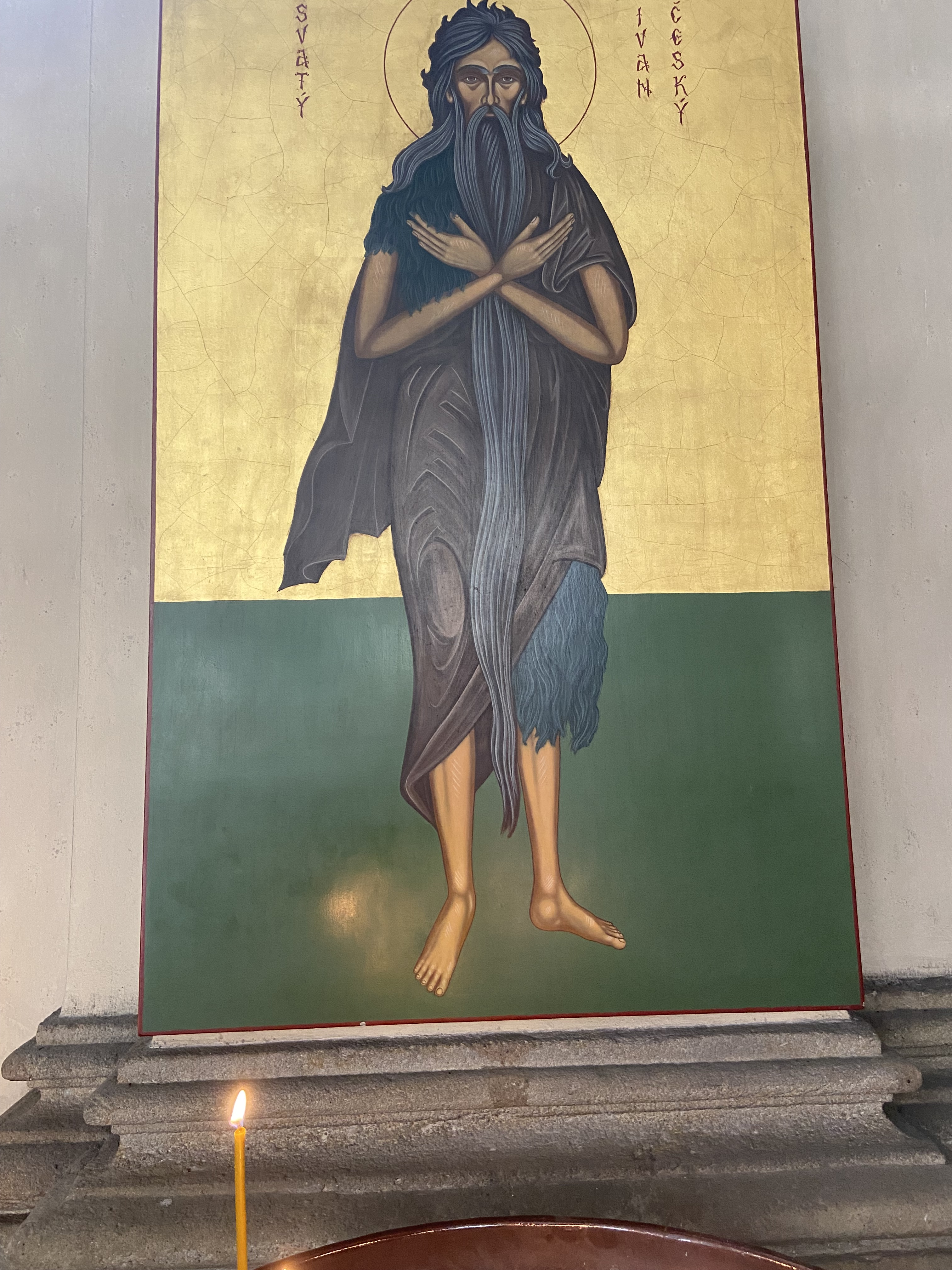
Svatý Ivan Český, poustevník

Za kořen poustevnictví je považována indická tradice, že se hlava bráhmanské rodiny ve stáří odebrala do ústraní a žila v lese jako poustevník. Poustevnické motivy se objevují i u řeckých pythagorejců (Pythagoras) a stoiků (Diogenes), biblických postav (Eliáš a Elizeus na hoře Karmel, Jan Křtitel, Ježíš 40 dní na poušti, podle tradice dožila život jako poustevnice i Marie Magdalena). Do ústraní odcházeli lidé i z nejrůznějších jiných důvodů než čistě duchovních – před daněmi, trestem, nouzí a podobně. Poustevníci žili v jeskyních nebo v chatrčích postavených vlastníma rukama. Živili se například pěstováním plodin, ručními pracemi, z almužen, v pozdější době i správou náboženských objektů za obživu od vrchnosti.
Počátky křesťanského poustevnictví jsou kladeny do Egypta do 2. poloviny 3. století po Kristu, kde vzniklo asketické hnutí, které vyzývalo muže i ženy k odchodu do ústraní a do pouště, která byla hodnotovým protikladem města, místem sepětí s Bohem, překonávání démonů, odvrácením od světa. V evropském prostředí poušť zastupoval les. Za otce křesťanského poustevnictví jsou pokládání svatý Pavel Thébský (228–341) a svatý Antonín Veliký (251–356). Pavel Thébský byl do ústraní vyhnán pronásledováním křesťanů, Antonín Veliký pocházel z bohaté a urozené rodiny a po vyslechnutí evangelia se rozhodl vzdát svého majetku a žít v chudobě. Zvláště přísnou formu poustevnictví provozovali tzv. stylité (sloupovníci), kteří trávili život na hlavici sloupu – nejznámějším je svatý Simeon Stylita starší na přelomu 4. a 5. století. Ve 4. století se rozšířilo klášterní hnutí, které se přísným kolektivismem stalo alternativou individualistickému poustevnictví. Poustevnictví si však svůj význam zachovalo a někteří mniši po průpravě v klášteře odcházeli k poustevnickému životu.

## Současnost

### Katolictví
Kodex kanonického práva z roku 1917 poustevnictví vůbec neřešil. V novele Kodexu z roku 1983 o poustevnictví pojednává kánon 603. Ten počítá s poustevníky-jednotlivci, kteří jsou podřízeni biskupovi, na území jehož diecéze žijí. Biskup také schvaluje jejich osobní statuta, určující konkrétní styl žití, tzv. Osobní pravidlo života. Rovněž se připouští existence poustevnických kolonií. Zřízení takovýchto kolonií závisí na uvážení diecézního biskupa se zřetelem na vhodnost a faktickou životaschopnost takové kolonie. Biskup ustanovuje pro poustevníky pověřeného delegáta a spirituála, který je jejich bezprostředním nadřízeným a má pravomoc řešit jejich konkrétní potřeby. 
Formace adepta poustevnictví předpokládá dvouletý noviciát a šest let období časných slibů. Následně lze přistoupit ke složení věčných slibů. Od nich může diecézní biskup dispenzovat, v období před složením slibů má pravomoc adepta poustevnictví odmítnout. Kandidát poustevnictví má mít za sebou už určitou životní a duchovní zkušenost, zároveň nesmí podléhat nějakým romantizujícím představám o poustevnickém způsobu života. V neposlední řadě musí být k danému způsobu života tělesně a psychicky způsobilý. Tuto způsobilost se doporučuje předem ověřit absolvováním psychotestů. Poustevník má žít v určité odloučenosti od světa, která by měla být sice dostatečná pro potřebnou samotu, ovšem musí poustevníkovi zároveň umožňovat pravidelné přistupování ke svátostem (poustevník musí mít možnost pravidelně přijímat eucharistii a možnost zpovídat se) a lékařskou péči.
Poustevníky se mohou stát rovněž členové některých řeholních řádů, pokud jim to umožňuje charisma jejich řehole, a souhlasí-li s tím jejich řeholní představení (například benediktini nebo kapucíni). U těchto řeholních poustevníků se ovšem předpokládá, že budou udržovat pravidelný kontakt se svými původními komunitami. To obnáší mimo jiné i to, že v průběhu roku v komunitě nějaký čas stráví, i když pak po větší zbytek roku budou žít v samotě.
Specificky je poustevnický život přítomen v životní praxi kartuziánů a kamaldulů.

### Pravoslaví
V pravoslaví se rovněž uchovala praxe poustevnického života. Platí, že do samoty se uchylují pouze ti, kteří již dosáhli určité duchovní zkušenosti a předtím žili nějaký čas v běžné klášterní komunitě. Zcela běžná bývá poustevnictví například stále na hoře Athos v Řecku, kde kromě dvaceti velkých klášterů existují také malé poustevnické kolonie (někdy zvané skity) s několika mnichy, či jednotlivé poustevny. Bývá obvyklé, že poustevníci například žijí v osamění od pondělí do soboty, na neděle se však vracejí do svého původního kláštera, účastní se zde bohoslužeb a společného jídla. V historii takovýmto způsobem žil například Serafim Sarovský v Rusku. V českém prostředí podobným způsobem žil ve 20. století archimandrita Andrej Kolomacký na Strážném vrchu nad Rumburkem, či archimandrita Sáva Neruda ve Smrčku poblíž hradu Pernštejna. Na Slovensku na samotě na okraji obce Uličské Krivé takto žil igumen Ignatij Ján Čokina.

## Poustevníci v Čechách a na Moravě v historii

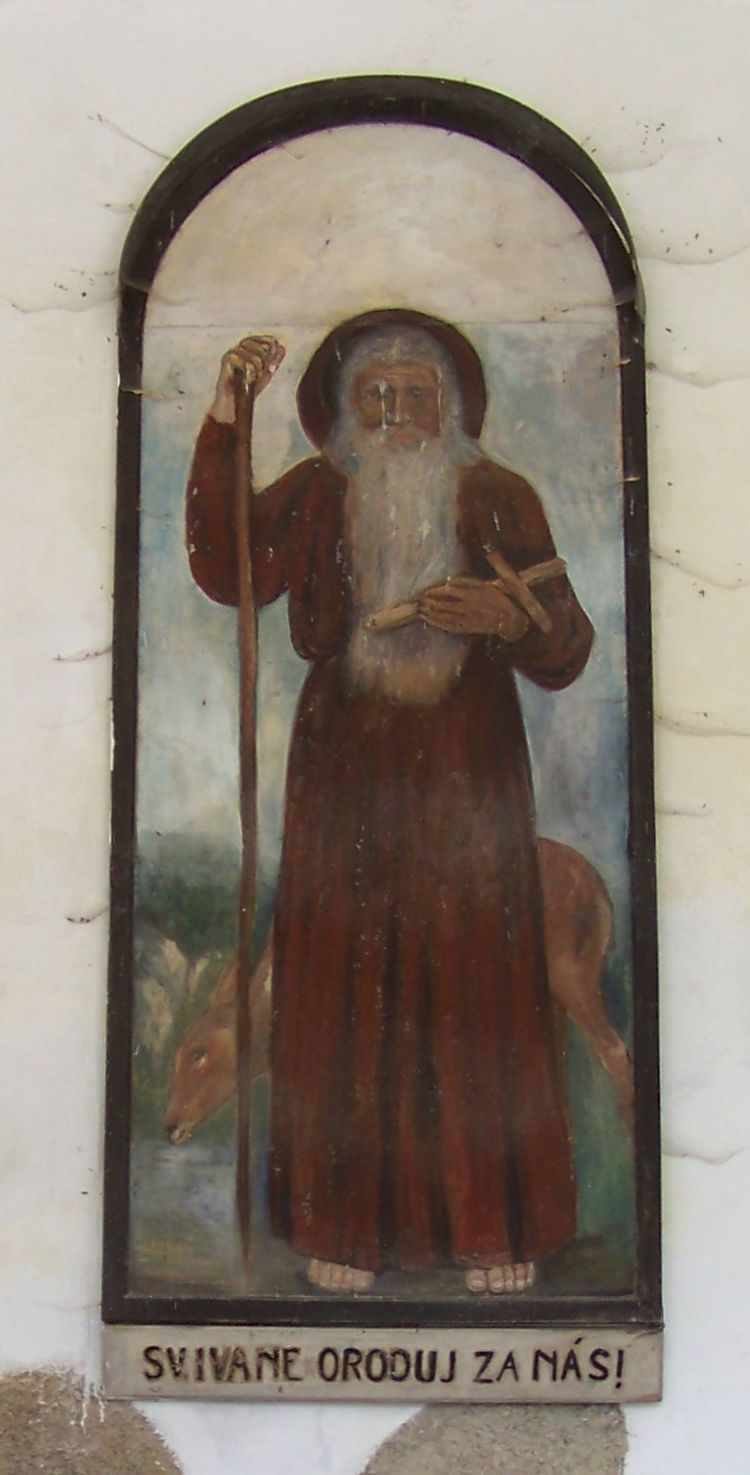
Poustevník svatý Ivan na vyobrazení u Ivanova pramene ve Svatém Janu pod Skalou

Prvním českým poustevníkem byl podle legend svatý Ivan, který se usadil za časů knížete Neklana v lesích v místech dnešního Svatého Jana pod Skalou, setkal se s Bořivojem I., sídlícím na Tetíně, a měl přímý vliv i na svatou Ludmilu. V době Cyrila a Metoděje působilo v oblasti dnešních českých zemí více poustevníků, kteří šířili křesťanství.
Svatý Prokop, narozený pravděpodobně v Chotouni kolem roku 980, vystudoval a stal se knězem, ale poté opustil manželku, syna Jimrama i svůj majetek a odebral se jako poustevník k řece Sázavě. Později se kolem něj shromáždila skupina lidí podobného smýšlení, začali se řídit řeholí svatého Benedikta a založili tak sázavský klášter.

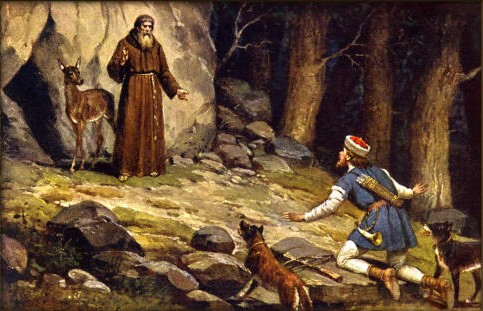
Josef Mathauser: Kníže Oldřich se setkává se svatým Prokopem

Roku 1201 si u obce Police vystavěl chatrč poustevník Juřík, původem mnich rajhradského kláštera. Druhým poustevníkem v tomto místě byl Vitalis (Vitališ) z břevnovského kláštera, který se živil lesními plody a proslul jako bylinkář a lékař. Spolu s dalšími benediktiny pak postavili kapli a v polovině století položili základ broumovskému klášteru.
Ve 13. a 14. století bylo poustevnictví formou trestu pro světské osoby za spáchání vraždy – alternativou k finančnímu odškodnění nebo pouti do svatých zemí, v podstatě vypuzením ze společnosti. S tímto obdobím je spojen například vznik poustevny u sv. Juliány poblíž Horoměřic u Prahy, kde ve 13. století dožil svůj život jako poustevník okořský vladyka Sukorád jako pokání za to, že v tomto místě dostihl a zabil svou prchající dceru Juliánu a jejího milence a únosce, mlynářského syna Vnislava (legenda je zčásti smísena s příběhem nikomedijské světice svaté Juliany z přelomu 3. a 4. století).
Husité klášterní mnichy tvrdě pronásledovali, ale vůči poustevníkům postupovali méně tvrdě, protože je považovali za pokračovatele slovanské tradice. Ve druhé polovině 15. století založil několik pousteven v okolí Brlohu a Nové Bystřice řád paulánů. Poustevník z Jednoty bratrské Matěj Kožešník ze Žatce se roku 1508 usadil u kostelíku sv. Vojtěcha na Lštění v Pošumaví, po 11 letech studia Bible, kazatelství a táborských traktátů pak šel kázat své radikální učení do Prahy, po propuštění z vězení roku 1526 pak založil na Moravě habrovanskou sektu, která odmítala existenci duchovenstva, ale neměla dlouhého trvání. Bratrský poustevník Jan Zborník, pocházející z Klatovska, se stal hlavou klatovského sboru.

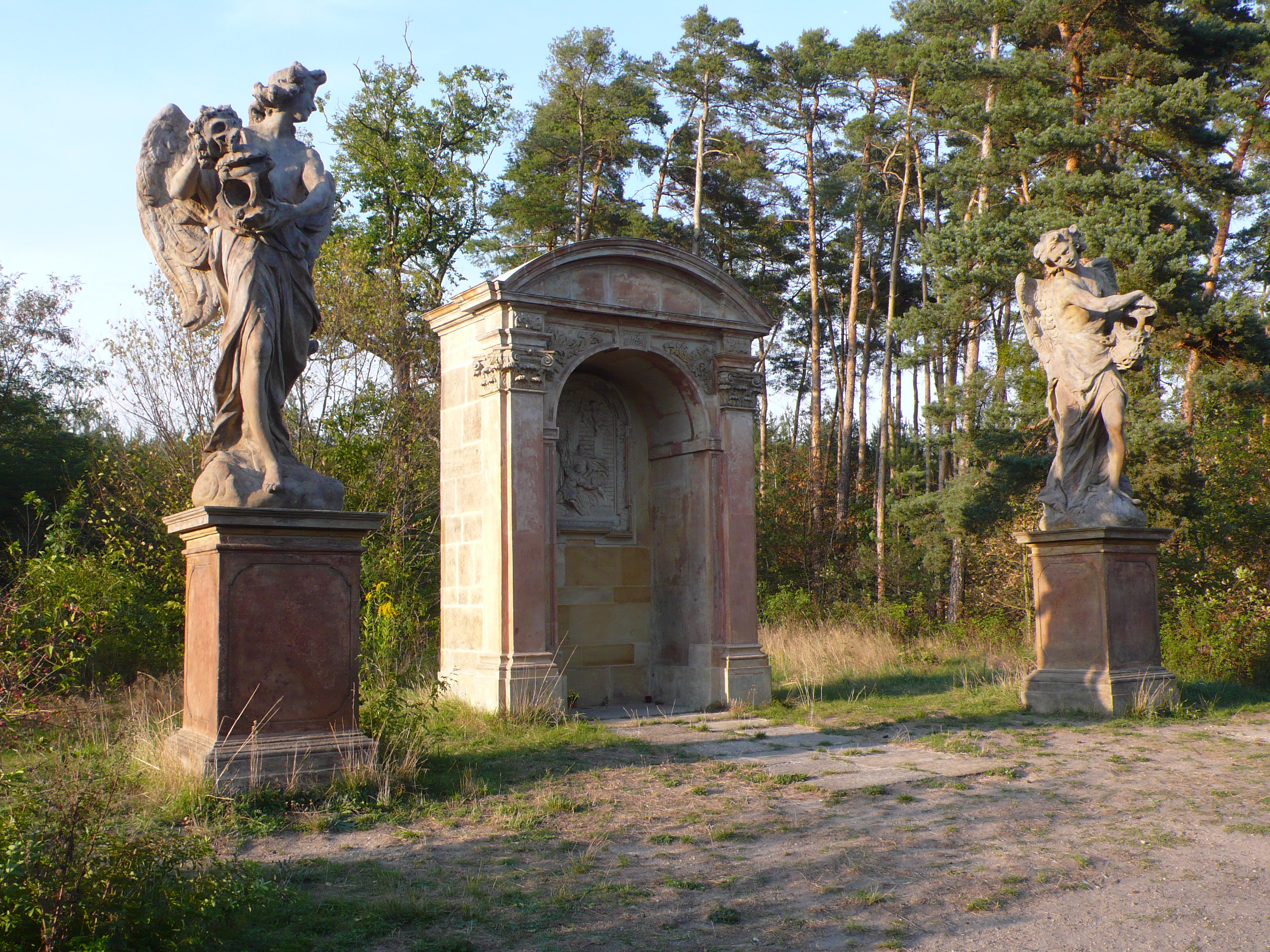
Eremitáž Svatý Václav u Čelákovic

Po třicetileté válce si česká šlechta oblíbila zakládání umělých pousteven, eremitáží, zahradních meditačních, ale i odpočinkových a zábavních altánků, jaké se v Itálii stavěly již od počátku 16. století. Za první českou stavbu tohoto typu je považován Valdštejnův Libosad u Jičína.

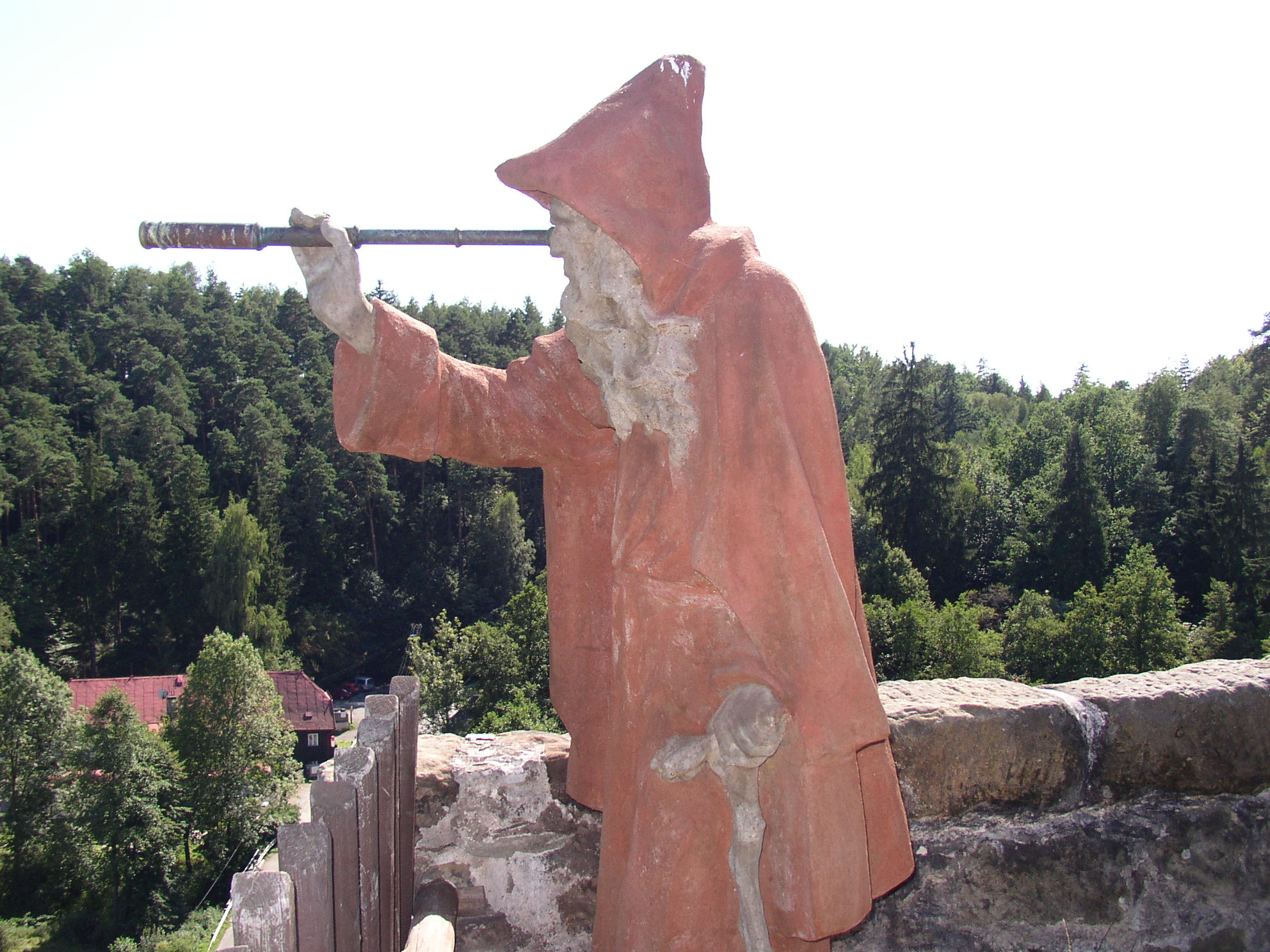
Sloupský poustevník Samuel Görner, výrobce brýlí a optických čoček z 18. století, je zpodoben s dalekohledem

Emauzský opat Benedikt Pennalosa se zasloužil o vznik tzv. poustevnických hor například na Bezdězu a Sloupu. Hrabě Ferdinand Hroznata Kokořovec z Kokořova nechal ve skále hradu Sloup vytesat kapli s ambitem a dalšími prostorami prostor a živil skupinu poustevníků, kteří připravovali pro veřejnost mše a pobožnosti, jichž se pak účastnil i sám šlechtický patron. Prvním poustevníkem na Sloupu byl od roku 1690 bratr Konstantin, druhým jeho bratr Václav, roku 1719 se zde usadil Jakub Borovanský, jehož spolupoustevníkem byl Antonín František Höltzl,
truhlář z Arnultovic – ve svém dřevěném domku měli oddělené pokoje i vchody. Roku 1735 se usídlil na Sloupu poustevník Samuel Görner, výrobce optických čoček, brýlí a zápalných zrcadel. Roku 1827 nechal Karel Kinský do opuštěného komplexu umístit dřevěné figuríny poustevníků.

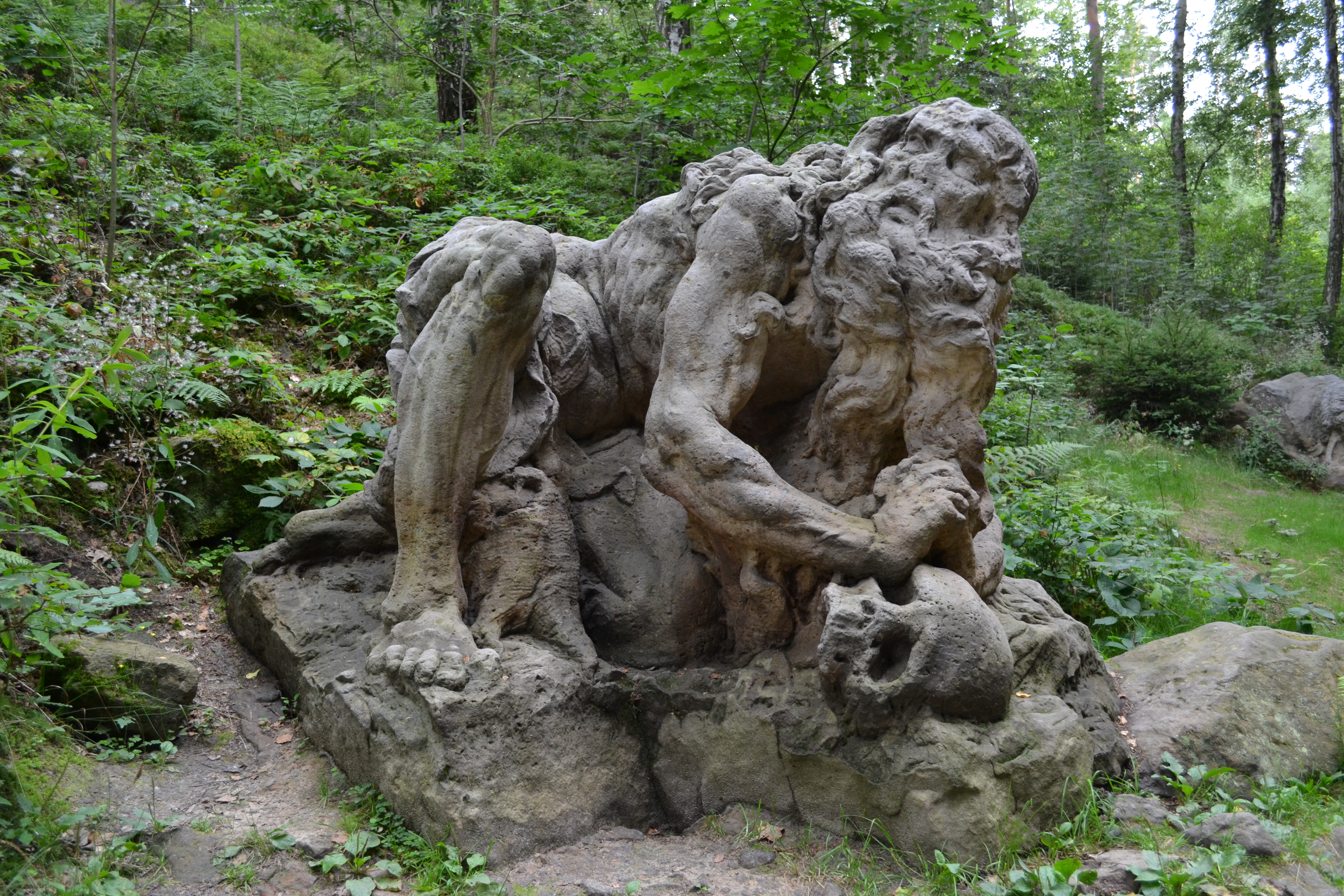
Matyáš Bernard Braun: Poustevník Onufrius, Betlém u Kuksu

Největším mecenášem poustevnictví byl hrabě František Antonín Špork (1662–1738). Nechal postavit řadu filozofických pavilonů i pousteven a podporoval i vědy a umění. Například v panství Malešov na vrchu Vysoká na Kutnohorsku nechal v letech 1695–1697 zřídit letohrádek Belveder s kaplí sv. Jana Křtitele a poustevnou a založil fundaci pro tři poustevníky, roku 1699 ji ustanovil za věcné břemeno malšického panství. Řadu pousteven založil v okolí Lysé nad Labem. Eremitáž sv. Františka Serafinského, založená roku 1701, byla součástí velkolepého komplexu v Kuksu, prvním deputátním poustevníkem se zde stal se stal Kristián Košner. Další eremitáže založil Špork v nově zakoupeném panství Nový les poblíž Kuksu. V téže době zpracovával na týchž místech poustevnickou tematiku sochař Matyáš Bernard Braun.
Poustevníky se stávali také mniši zejména z řad benediktinských, kapucínských a františkánských terciářů, ale i augustiniánů či paulánů, kteří měli potřebu oprostit se od klášterní komunity. Mnozí poustevníci však nežili právě ctnostným životem a měli problémy s církevní hierarchií či s lidmi. Roku 1732 prosadil pražský arcibiskup Ferdinand hrabě Khünburg sjednocení dosud na církevní struktuře nezávislých poustevníků žijících po Čechách do jediného bratrstva, které dostalo řeholi dle stanov papeže Benedikta XIII. Takto vzniklé bratrstvo ivanitů pečovalo o poutní místa i kaple a jeho členové pracovali i jako kostelníci, zvoníci a hrobaři. Protože však problémy s poustevníky přetrvávaly a nepodařilo se ani vymýtit neorganizované poustevnictví, Marie Terezie zakázala bratrstvu přijímat nové členy a roku 1782 patent Josefa II. bratrstvo zrušil a poustevnický život zakázal.
V období romantismu, jemuž byl motiv úniku do přírody vlastní, byli poustevníci oblíbeným motivem literárních a divadelních děl. U Karla Hynka Máchy se objevuje motiv dobrovolného poustevníka (Poutník, Poustevník a Svatý Ivan), u Karla Jaromíra Erbena kajícího vraha (Záhořovo lože).
Ještě v 19. století, ovšem už jako anachronismus, žilo na různých místech minimálně 5 poustevníků. Poslední z nich, Václav Winkler v Brné u Ústí nad Labem, zemřel v lednu 1889. Dožil se více než devadesáti let a živil se mj. prodejem lesních plodin.
Ve 20. století žil určitou formou poustevnického života malíř Václav Matoušek známý jako Fialový poustevník pod hradem Týřov, žák Alfonse Muchy, o kterém psal také Ota Pavel.

## Poustevníctví v Čechách a na Moravě v současnosti
V roce 2008 byly v rámci římskokatolické církve vydány Stanovy poustevnického života v brněnské diecézi na zkušební dobu pěti let. V daném období rovněž vznikla zamýšlená poustevnická kolonie ve Velkých Janovicích ve farnosti Dalečín. K roku 2023 se však již žádná instrukce ohledně poustevnického života ve sbírce dokumentů brněnského biskupství nenachází. V Čechách a na Moravě žije poustevnickým způsobem života několik jednotlivců, zavázaných buď veřejným, nebo soukromým poustevnickým slibem. Do širšího povědomí se, díky rozhovoru, který poskytl publicistovi Aleši Palánovi pro jednu z jeho knih, dostal kapucínský řeholník, bratr Anděl Homola, který se souhlasem svých řádových představených žije jako poustevník již od devadesátých let 20. století. Míst, kde žil tímto způsobem života vystřídal několik (mimo jiné žil několik let při poutním kostele na Makové hoře u Smolotel ve středních Čechách), v době rozhovoru s Alešem Palánem pobýval na blíže nespecifikovaném místě na jižní Moravě.